# ゲーム・インフォーマー
『ゲーム・インフォーマー』（Game Informer、GI）は、アメリカ合衆国の月刊コンピュータゲーム雑誌で、コンピュータゲームとゲーム機に関連するニュースや攻略情報を特集した記事や、批評を掲載している。

## 批評
現在、『ゲーム・インフォーマー』はPC、PlayStation 4、PlayStation Vita、PlayStation VR、Xbox One、Nintendo Switch、ニンテンドー3DS、Android、iOSのゲームを批評している。

## スタッフ

### 現在
- アンディ・マクナマラ - 編集主幹・代表: 1991年[3]
- アンドリュー・ライナー  - 編集長: 1994年[4]